# Karl Schnaase

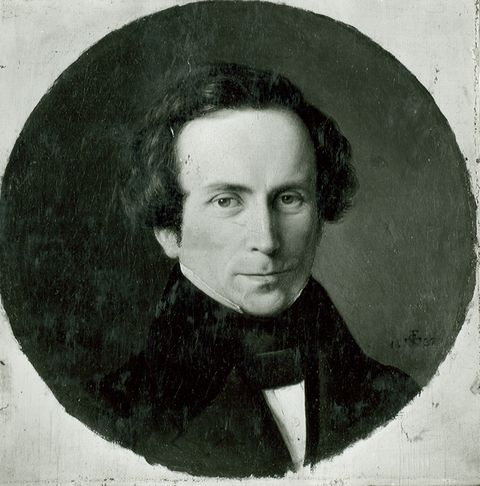
Karl Schnaase, Porträt von Eduard Steinbrück

Karl Schnaase (* 7. September 1798 als Carl Julius Ferdinand Schnaase in Danzig; † 20. Mai 1875 in Wiesbaden) war ein deutscher Jurist und Kunsthistoriker.

## Leben und Werk
Sein Vater, ein Kaufmannssohn, hatte Rechtswissenschaft studiert und zeit seines Lebens poetische und historische Studien betrieben. Da die Familie viel umherzog, wurde Schnaase zunächst von Hauslehrern und dem Vater unterrichtet, dann erst besuchte er verschiedene Schulen in Berlin. Des Vaters Wunsch, ebenfalls Jurist zu werden, widersetzte er sich nicht. In dessen Todesjahr 1816 schrieb er sich in Berlin zum Jurastudium ein. Umgeben von ungeduldigen Kommilitonen in einer unruhigen Epoche, fand er keinen großen Gefallen am Fach, hörte jedoch pflichtschuldig seinen Professor Friedrich Carl von Savigny. Im folgenden Jahr wechselte er nach Heidelberg zu Professor Anton Friedrich Justus Thibaut. In der Neckarstadt beeindruckte ihn die Gemäldepräsentation „Sammlung Alt-, Nieder- und Oberdeutscher Gemälde“ im Palais Boisserée. An der juristischen Fakultät dagegen faszinierte ihn die Ästhetik-Vorlesung von Hegel. Im Herbst 1818 folgte Schnaase ihm nach Berlin, wo seine Mutter nach wie vor wohnte. Er belegte weiterhin rechtswissenschaftliche Seminare, sein Herz gehörte jedoch den Anschauungen und Vorlesungen Hegels. Nach dem juristischen Staatsexamen im Juli 1819 zogen Mutter und Sohn in die alte Heimat Danzig zurück. Eine Urlaubsreise nach Dresden verschaffte ihm neuerlichen Kunstgenuss, doch stand der berufliche Werdegang nun im Vordergrund.
Nach seiner Anstellung am Danziger Amtsgericht wurde Schnaase 1826 Gerichtsrat (Assessor) in Königsberg, nach einer kurzen Zeit in Marienwerder 1829 Prokurator in Düsseldorf und anschließend Sekretär des Kunstvereins für die Rheinlande und Westfalen, von 1840 bis 1848 dessen Vorsitzender, und Mitglied des Kuratoriums der Kunstakademie Düsseldorf. An der Etablierung der so genannten Düsseldorfer Malerschule war er durch seine zahlreichen Schriften maßgeblich beteiligt. Zwischen 1848 und 1856 bekleidete er eine Stelle als Ratsmitglied beim Preußischen Obertribunal, dem Höchsten Gericht in Berlin. Seine Wohnung im Haus des Bildhauers Friedrich Drake nahe dem Tiergarten entwickelte sich zur Begegnungsstätte für Künstler und Kunsthistoriker. Mit Vorträgen und Vereinsarbeiten erlangte er hohes Ansehen. 1857 ließ er sich pensionieren und widmete sich fortan ausschließlich seinem kunsthistorischen Interesse, insbesondere konzentrierte er sich auf die christliche Kunst. So war er 1858 zusammen mit dem Theologen Carl Grüneisen und dem Maler Julius Schnorr von Carolsfeld Begründer und Mitherausgeber des Christlichen Kunstblatts für Kirche, Schule und Haus, das in Stuttgart verlegt wurde. Im selben Jahr bereiste er Italien, das er mehr als 30 Jahre zuvor erstmals ausgiebig besucht hatte. Belgien und Österreich waren 1860 beziehungsweise 1861 sein Ziel. In Österreich entstand ein enger Kontakt zur Wiener Schule der Kunstgeschichte. Daraus ergab sich, dass Schnaase 1862 einen Aufsatz zur Geschichte der österreichischen Malerei im 15. Jahrhundert in deren Publikationsorgan veröffentlichte, der eine gewisse Bedeutung erlangen sollte. Des Weiteren besuchte er im Alter, inzwischen in Wiesbaden ansässig, 1869 die 1. Internationale Kunstausstellung im Münchener Glaspalast sowie im Oktober 1871 die Hans-Holbein-Ausstellung im Dresdner Zwinger. 1875 verstarb der seit langem gesundheitlich angeschlagene Schnaase in Wiesbaden.
Dank seiner philosophischen Begabung und seines historischen Blickes wurde Schnaase einer der Begründer der wissenschaftlichen Kunststudien in Deutschland. Neben seinem Hauptwerk, der weltkulturellen Geschichte der bildenden Künste (acht Bände, 1843–1864), verfasste er Niederländische Briefe (1834), eine formal Reisehandbüchern nachgestaltete philosophische (die Architektur einbeziehende) Kunstbetrachtung, die zur Wiederentdeckung der Kunstlandschaften Hollands und Belgiens beitrug und auf die auch Baedeker in seinen frühen Reiseführern für Belgien und Holland hinwies, sowie eine Reihe kürzerer Schriften. Ideengeschichtlich steht sein Werk in der Tradition der universalhistorischen Kunstbetrachtung, die damals insbesondere von der Berliner Schule der Kunstgeschichte, so von dem mit Schnaase befreundeten Franz Kugler, geprägt wurde.
Die philosophische Universität Bonn verlieh Schnaase die Doktorwürde, den Maximiliansorden erhielt er zusätzlich von König Maximilian von Bayern (1869) und die Berliner Akademie der Künste ernannte ihn 1853 zum Ehrenmitglied. Die Académie royale des Sciences, des Lettres et des Beaux-Arts de Belgique (Classe des Beaux-Arts) nahm ihn 1866 als assoziiertes Mitglied auf. 1869 wurde er zum auswärtigen Mitglied der Bayerischen Akademie der Wissenschaften gewählt. Das französische Journal des beaux-arts et de la littérature bezeichnete ihn in einem Nachruf als einen der bestinformierten Kunsthistoriker aller Zeiten.
Schnaase wurde auf dem Alten Friedhof in Wiesbaden beerdigt; das Grab existiert nicht mehr.